# Tiemponuevo (álbum debut)
Tiemponuevo, también conocido como Conjunto de música popular Tiemponuevo de Valparaíso y Tiempo Nuevo, es el primer álbum de estudio oficial de la banda chilena Tiemponuevo, lanzado en 1970 por el sello Peña de los Parra, perteneciente a los hermanos Isabel y Ángel Parra, hijos de Violeta Parra, y distribuido por el sello Asfona. Ángel Parra produjo el álbum a pesar de que la banda no formaba parte de los artistas que frecuentaban la peña.
Las canciones «Hemos dicho basta», «Será más mejor» y «Polka infantil» también forman parte de su segundo álbum, aparecido ese mismo año.

## Lista de canciones
| Lado A |                          |                     |          |  |
| N.º    | Título                   | Música              | Duración |  |
| 1.     | «Canción para el obrero» | Roberto Rivera      | 3:18     |  |
| 2.     | «Oigan, muchachos»       | D. R.               | 2:17     |  |
| 3.     | «1.º de Mayo»            | Luciano Rossano     | 2:42     |  |
| 4.     | «Teresa»                 | Hector N. Muraes    | 2:07     |  |
| 5.     | «Mi adiós»               | Washington Carrasco | 3:05     |  |
| 6.     | «Para mi pueblo»         | Alejandro Stranger  | 2:58     |  |
| 16:27  |                          |                     |          |  |

| Lado B |                                |                                |          |  |
| N.º    | Título                         | Música                         | Duración |  |
| 7.     | «Hemos dicho basta»            | Mauricio Vigil, Roberto Rivera | 2:38     |  |
| 8.     | «Será mas mejor»               | Roberto Rivera                 | 4:01     |  |
| 9.     | «Canción para el hombre nuevo» | Daniel Viglietti               | 2:29     |  |
| 10.    | «Polka infantil»               | Marcos Velásquez               | 2:13     |  |
| 11.    | «Yo no se decir adiós»         | Gonzalo Grondona               | 3:35     |  |
| 12.    | «Los sobrinos»                 | Gonzalo Grondona               | 2:35     |  |
| 17:31  |                                |                                |          |  |

## Créditos
- Vicente + Antonio Larrea: diseño gráfico.
- Domingo Maureira A. y Luis Iñigo Madrigal: texto de contraportada.[2]